# 徐大用
徐大用（1564年7月14日—？），字行甫、振東，南直隶镇江府丹徒县人，明朝政治人物。

## 生平
徐大用以《易經》中萬曆十九年（1591年）應天鄉試舉人第一百十一名，任池州府青陽縣學教諭，二十九年（1601年）會試中式第一百五十名，成二甲第七名進士，授吏部主事。

## 家族
曾祖徐旻，祖父徐琪，父親徐浹，母親宗氏。